# Судейкин, Георгий Порфирьевич
Гео́ргий Порфи́рьевич Суде́йкин (11 [23] апреля 1850, Смоленская губерния — 16 [28] декабря 1883, Санкт-Петербург) — подполковник Отдельного корпуса жандармов, с 1882 года инспектор Петербургского охранного отделения.
Отец художника Сергея Судейкина (1882—1946).

## Биография
Из дворян Смоленской губернии. Среднее образование получил в Смоленской гимназии.
На военную службу вступил вольноопределяющимся в 4-й пехотный Копорский полк. После производства в унтер-офицеры поступил в Московское пехотное юнкерское училище, по окончании которого 18 августа 1870 года был произведён в прапорщики. В 1871 — подпоручик, назначен полковым адъютантом. В декабре 1872 года за отличие по службе произведён в поручики.
В феврале 1874 года принят в Отдельный корпус жандармов и назначен адъютантом Воронежского жандармско-полицейского управления железной дороги.
В 1877 году, получив внеочередной чин штабс-капитана, был назначен помощником начальника Киевского губернского жандармского управления. В 1879 году раскрыл киевскую организацию «Народной воли», что способствовало его стремительной карьере.
В 1881 году стал заведующим агентурой Петербургского охранного отделения и доверенным лицом Вячеслава Плеве и Дмитрия Толстого.
В 1882 году занял специально для него учреждённый пост инспектора секретной полиции. Судейкин сумел сделать своими агентами таких народовольцев, как И. Ф. Окладский, В.А.Меркулов, Сергей Дегаев, благодаря чему было арестовано большое количество революционеров, в том числе все оставшиеся на свободе члены исполнительного комитета «Народной воли».
Убит 16 декабря 1883 года на конспиративной квартире в Петербурге (Невский проспект, д. 93, кв. 13) народовольцами Василием Конашевичем и Николаем Стародворским при содействии Дегаева, который вёл двойную игру. Племянник, жандармский офицер Николай Дмитриевич Судовский, пришедший с ним на квартиру, выжил.

## Семья
Жена — Вера Петровна Судейкина, дочь полковника корпуса жандармов.
Дети:
- Леонид Судейкин (1876—1930-е годы, репрессирован)[5], штабс-ротмистр 1-го гусарского Сумского полка, штабс-капитан (1916)[6]. Действительный член Историко-родословного общества в Москве. Служил в Московском комендантском управлении, в Первую мировую числился по гвардейской кавалерии. После 1917 года работал  старшим статистиком хлебного отдела Госбанка[7], неоднократно арестовывался (1927, 1930 гг.). После ареста 1927 года и отбытия срока он поселился в Киржаче, был снова арестован и выслан в Казахстан, затем жил в Уфе. Его жена — Тамара Александровна, урожд. Верлин (1882—?).
- Софья Судейкина (1879—1913), на которой был женат художник Владимир Дриттенпрейс
- Сергей Судейкин (1882—1946), художник

## Образ в литературе
Распространено мнение, что карьера Г.П. Судейкина легла в основу образа князя Пожарского в романе Бориса Акунина «Статский советник».
Судейкин — один из героев исторического романа Ю. В. Давыдова «Глухая пора листопада».
Судейкин один из второстепенных героев романа Н. Свечина «Между Амуром и Невой».
Судейкин — один из персонажей пьесы В.Шкваркина «В глухое царствование» (также ставилась под названиями «Предательство Дегаева», «Дегаевщина», «Убийство Судейкина»).

## Награды
- Орден святой Анны 4 степени
- Денежные премии